# Oude vuurtoren van Lundy
De oude vuurtoren van Lundy werd gebouwd op Chapel Hill, het hoogste punt op het eiland Lundy. Dit 4,8 km lange en 1 km brede eiland, dat uit een granieten rotsmassa bestaat, ligt in de monding van het Kanaal van Bristol. Het is 19 km van de kust van het Engelse graafschap Devon verwijderd en maakt deel uit van het district Torridge. Het eiland vormt een gevaar voor de scheepvaart, zowel omwille van zijn ligging in de drukke vaarroutes als omwille van zijn grillige rotskust. De vuurtoren maakte schippers attent op deze gevaren. Omdat bleek dat het licht door mist vaak aan het oog onttrokken werd, besloot Trinity House, de toenmalige beheerder, om de toren in 1897 buiten dienst te stellen. Zijn functie werd overgenomen door de vuurtorens van Zuid-Lundy en Noord-Lundy.
Trinity House is verantwoordelijk voor de navigatiemiddelen in Engeland, Wales, Gibraltar en de Kanaaleilanden.

## Kenmerken

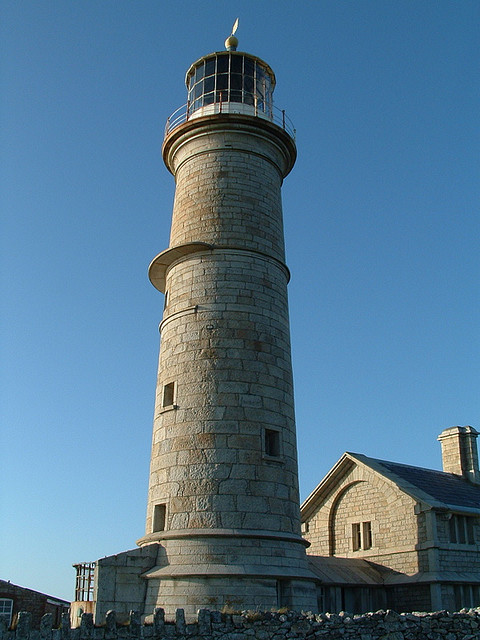
De oude vuurtoren van Lundy. Links onderaan is de aanbouw te zien waarin het lage licht werd ondergebracht.

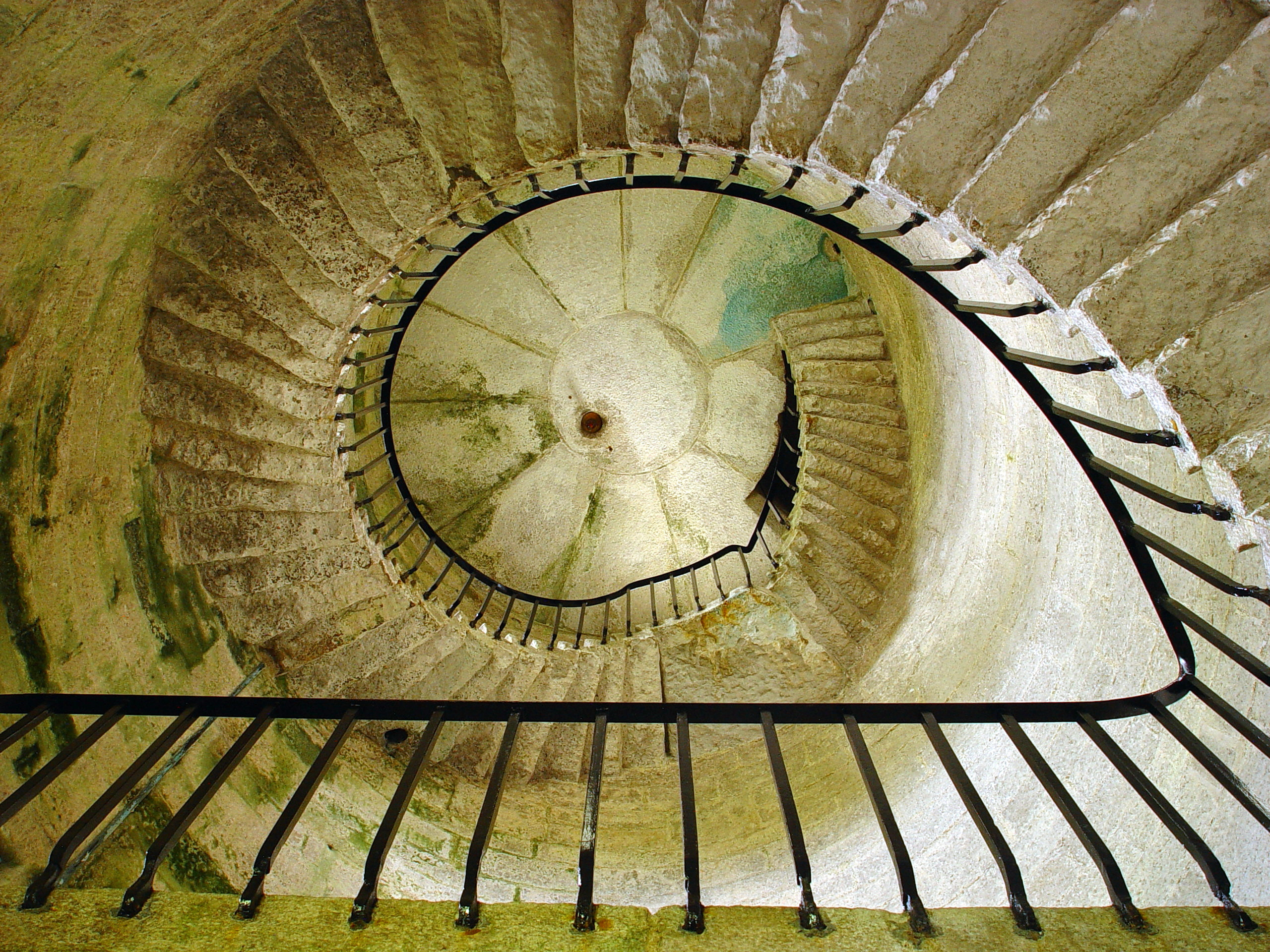
De trappenhal in de toren.

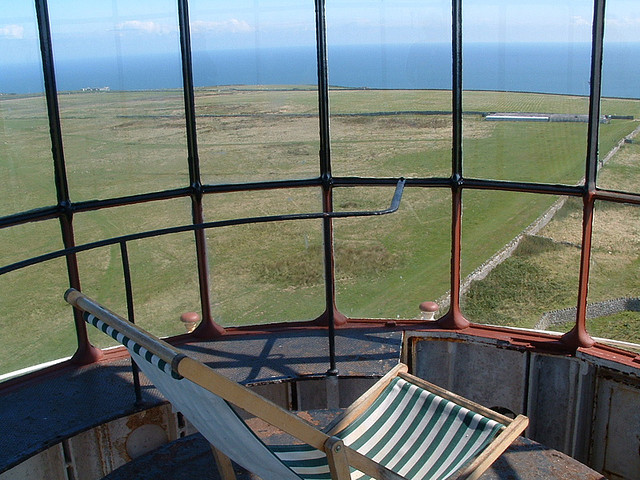
Lundy, gezien vanuit het lichthuis.

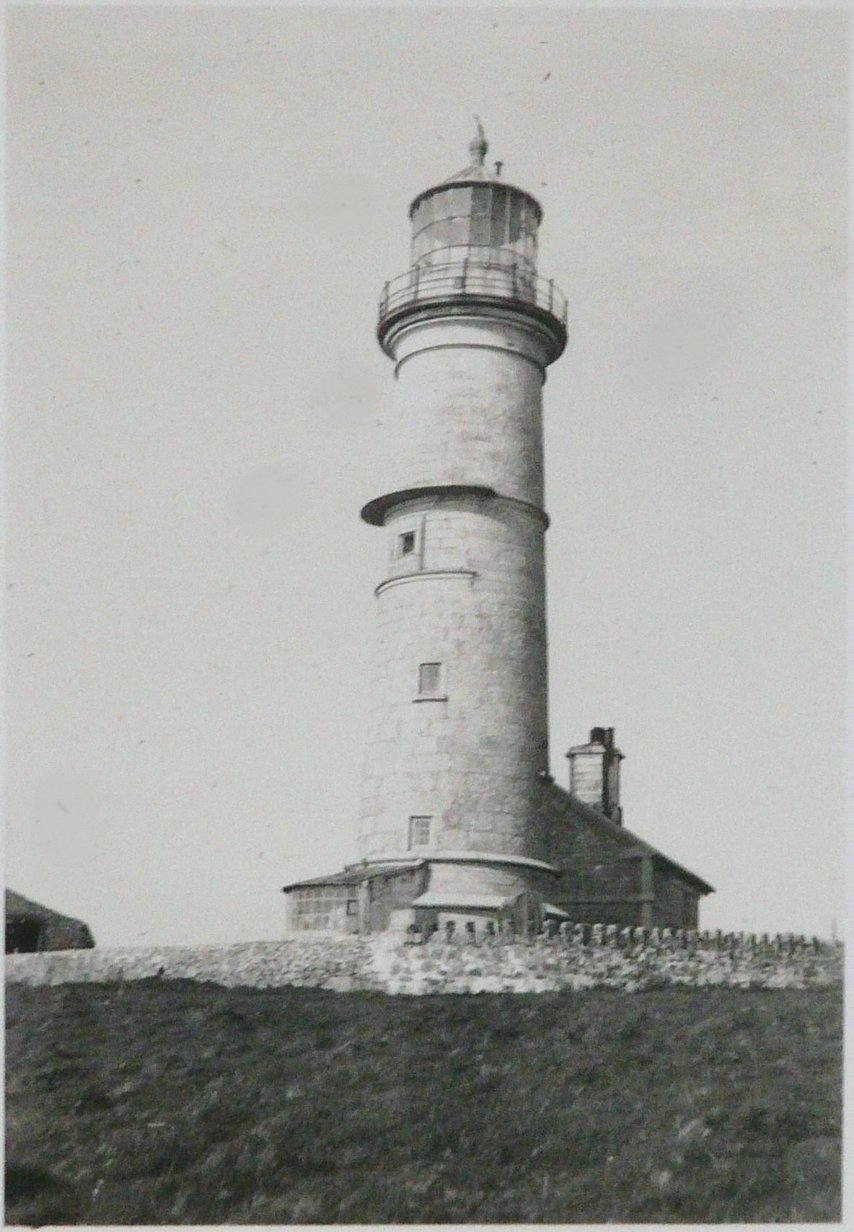
De vuurtoren in 1943.

De toren werd gebouwd op een rotsplateau dat zich 122 m boven het zeeniveau bevindt. Het ronde gebouw, waarvan de doormeter afneemt naar boven toe, werd opgetrokken uit graniet dat ter plaatse gewonnen werd en is 29 m hoog. Tussen de binnen- en buitenmuur van de toren bevindt zich een 7,6 cm brede spouw. Onder het lichthuis bedraagt de totale muurdikte 60 cm, aan de voet van de toren werd een dikte gemeten van 1 m. De lantaarnkamer, waaruit alle lichtapparatuur werd verwijderd, wordt omgeven door een galerij die werd afgewerkt met een smeedijzeren balustrade. In de toren bevindt zich een trapzaal met 147 traptreden. Verder bezat de toren een kelder waarin zich de watervoorraad bevond. Op de benedenverdieping stond een werkplaats ter beschikking en op de verdieping daarboven werd de olie bewaard. Binnen het volledig ommuurde domein werd een verblijf voor vuurtorenwachters opgericht dat uit twee bouwlagen bestaat en waarvan de benedenverdieping door middel van een korte gang met de toren verbonden is.
De toren kreeg van de Amateur Radio Lighthouse Society, een organisatie van radiozendamateurs, het nummer ENG-073 toegewezen. Deze organisatie probeert vanop lichtschepen en vuurtorens radioverbindingen tot stand te brengen.

## Geschiedenis

### Vraag naar een vuurtoren
Door zijn ligging in het drukke Kanaal van Bristol en zijn steil uit het water oprijzende en grillige rotskust vormde Lundy een gevaar voor de scheepvaart, wat werd bevestigd door de vele schepen die rond het eiland vergaan waren. Een groep handelaars uit Bristol stelde daarom in de 18de eeuw voor om op Chapel Hill (ook Beacon Hill genoemd), het hoogste punt van het eiland, een vuurtoren op te richten. Ze waren bereid om alle kosten te dragen en de vuurtoren zelf te onderhouden op voorwaarde dat de eigenaar van het eiland de bouw zou toelaten.

### Bouwwerken
In 1787 werden de funderingen voor de toren gelegd. Het zou duren tot 1819 vooraleer de eigenlijke bouwwerken begonnen. Dit gebeurde nadat handelaars uit Bideford, Cardiff en Liverpool er bij Trinity House op aangedrongen hadden om de bouwplaats voor 999 jaar te huren. Hiervoor was Trinity House een bedrag van £ 500 verschuldigd, verhoogd met een zeer kleine jaarlijkse rente.
Architect Daniel Asher Alexander werd met het ontwerp van de vuurtoren en bijhorende gebouwen belast. De bouwwerken werden uitgevoerd door Joseph Nelson, terwijl James Turnbull toezicht hield op de werkzaamheden. Assistent-vuurtorenwachters werden ondergebracht in een aan de toren aansluitende woongelegenheid die uit twee appartementen bestond. Voor de hoofdwachter werd tussen 1851 en 1871 een afzonderlijk verblijf voorzien dat losstaand van de toren werd gebouwd. Deze woning zou in 1897 gesloopt worden omdat men het graniet nodig had voor de nieuwe vuurtoren van Zuid-Lundy. Na afloop van de werkzaamheden bedroeg de totale kostprijs van het project 10.276 pond, 19 shilling en 11 pence.

### Ingebruikname en scheepsramp
Toen de toren voor het eerst in gebruik genomen werd op 21 februari 1820, waren er twee lichten zichtbaar. Het witte hoofdlicht, dat zich boven in het lichthuis bevond en zeer snel flitste, werd aangevuld door een lager, vast brandend wit licht. Vanop een bepaalde afstand werden beide lichten als een licht waargenomen, wat voor verwarring bij schippers zorgde. Bovendien waren de lichten bij mist zeer moeilijk zichtbaar. Dit bleek toen in november 1828 het schip La Jeune Emma, dat op weg was van Martinique naar Cherbourg, bij dichte mist op de rotsen liep. De bemanning dacht dat ze het licht van Ouessant waarnam toen het schip de baai van  Carmarthen binnenvoer, terwijl ze in werkelijkheid de lichten van de toren van Lundy als oriëntatiemiddel gebruikte. Bij deze ramp kwamen 13 van de 19 opvarenden om het leven. Onder de slachtoffers bevond zich een nicht van Josephine de Beauharnais, de keizerin die met Napoleon gehuwd was geweest.

### Verplaatsing van het lage licht
Om de zichtbaarheid tijdens mist te verbeteren werd in 1829 het lage licht verplaatst naar de torenvoet. Het werd ondergebracht in een 3,5 m breed halfrond lichthuis dat aan de torenbasis werd opgetrokken. De lichtbron werd gevormd door Argandse lampen die in twee horizontale rijen werden opgesteld. De bovenste rij bevatte vier lampen, de onderste vijf. Koperen reflectoren met een doormeter van 53 cm en een diepte van 23 cm waren achter de lampen aangebracht en bundelden het licht. Een schoorsteen verzamelde de rookgassen die per lamp via een buis werden aangevoerd om ze vervolgens naar buiten af te voeren. Alhoewel deze lichtopstelling bij helder weer zichtbaar was tot op een afstand van 40 km bleef mist de zichtbaarheid belemmeren.

### Nieuwe optische apparatuur
In 1842 werd een nieuwe poging ondernomen om de zichtbaarheid te bevorderen toen het hoofdlicht werd uitgerust met een nieuwe roterende optiek die bestond uit een combinatie van lenzen en spiegels. Deze oplossing bleek niet te voldoen en in 1857 leverde Chance Brothers and Company, een firma die toen gevestigd was in Birmingham en die in glasbewerking was gespecialiseerd, een lenzensysteem dat bestond uit acht panelen met telkens een lens per paneel. Deze lenzen werden boven- en onderaan aangevuld door prisma's. Dit systeem van eerste orde maakte een omwenteling om de 16 minuten zodat om de twee minuten een schittering gegenereerd werd. Een uurwerkmechanisme zorgde voor een gelijkmatige rotatie. Door deze ingreep was het licht zichtbaar tot op 30 zeemijl (56 km). Een deel van het oude optische systeem uit 1842 werd overgeplaatst naar de vuurtoren op Bishop Rock.

### Mistsignalen
Om de beperkte zichtbaarheid van de lichten te compenseren werden in het westen van het eiland in 1863 twee 18-ponders geïnstalleerd. Deze kanonnen, die zich bevonden op een plaats die The Fog Battery werd genoemd, werden bij mist in werking gesteld waarbij een kanon om de 10 minuten vuurde. De kanonnen waren ondergebracht in een gebouw met dikke muren maar met een zeer licht dak, zodat het in geval van een explosie zonder al te veel schade voor de omgeving kon weggeblazen worden. In 1878 werden de kanonnen vervangen door signaalraketten die werden afgevuurd met schietkatoen. Het personeel werd ondergebracht in twee onbeschutte woningen die aan de natuurelementen blootgesteld waren. Een familie mocht maximaal twee kinderen tellen omdat de locatie als te gevaarlijk werd beschouwd. Van twee families werd vermoed dat ze tien kinderen zouden hebben gehad. De personeelswoningen werden in 1897 verlaten en geraakten in verval. Op het eiland waren anno 2019 nog steeds de resten te zien.

### Redding van de bemanning van deTunisie
Op 19 februari 1892 liep de Franse stoomboot Tunisie op de rotsen van Lundy. Vuurtorenwachter McCarthy startte een reddingsoperatie op waarbij hij met een raket een lijn naar de wrak schoot. Vervolgens werden de opvarenden overgebracht door middel van een zak met steenkool die aan de lijn vastgeknoopt was. Deze zeven uur durende reddingsoperatie werd bemoeilijkt door een verblindende sneeuwstorm.

### Buitendienststelling en overname
Schippers bleven klagen over de slechte zichtbaarheid van het licht bij mist en in 1897 besloot Trinity House om de vuurtoren niet langer in dienst te houden maar twee nieuwe vuurtorens op te richten, een in het noorden en een in het zuiden van het eiland.
Na de sluiting kwam de toren in private handen terecht en werd hij bekend onder de naam The Old Lighthouse. Hij werd tot 1907 als vakantieverblijf ter beschikking gesteld. Daarna werden de gebouwen te huur aangeboden tot de Tweede Wereldoorlog uitbrak. Vanaf 1930 werd het complex als communicatiestation gebruikt voor een radiotelefonieverbinding met het station van de kustwacht in Hartland Point omdat de toren het installeren van een antenne vergemakkelijkte.
Tijdens de Tweede Wereldoorlog werd de toren opgevorderd door de Engelse Admiraliteit en werd er een marinedetachement ondergebracht. Na de oorlog zou de zender nog in dienst blijven tot 1947, waarna het gebouw gratis ter beschikking gesteld werd aan de Lundy Field Society, een vereniging die zich bezighield met de bestudering van bepaalde aspecten van het eiland zoals zijn geschiedenis, ornithologie en archeologie. De vereniging gebruikte de vuurtoren vooral als vogelobservatorium.
Vanaf 1976 voerde The Landmark Trust, een liefdadigheidsinstelling die historische gebouwen conserveert en ze ter beschikking stelt als vakantiewoningen, een aantal restauraties uit en werd het complex aangeboden als vakantieverblijf.

## Monumentstatus
De toren werd op 7 oktober 1991 ingeschreven als Grade II* listed building op Statutory List of Buildings of Special Architectural or Historic Interest. De gebouwen van de mistsignaalinstallatie werden op dezelfde datum ook op deze lijst geplaatst als Grade II listed building. Hiermee wordt aangegeven dat de ingeschreven gebouwen van bijzonder belang zijn, in hun huidige toestand moeten bewaard blijven en daartoe ook moeten worden onderhouden.